# Carmelo Parpiglia
Carmelo Parpiglia (Brancaleone, 2 maggio 1962) è un ex calciatore italiano, di ruolo difensore.

## Carriera
Cresciuto calcisticamente nel Brancaleone, ha militato a lungo in Serie B, totalizzando complessivamente 318 presenze e 20 reti in dieci campionati in cadetteria con le maglie di Campobasso, Taranto, Lecce, Empoli e Avellino.
Nella stagione 1987-1988 ha conquistato la promozione in Serie A con il Lecce, senza essere confermato per la stagione successiva in massima serie.
Ha concluso la carriera con tre stagioni nella Reggina, l'ultima delle quali conclusa con la promozione in Serie B dei calabresi.

## Dopo il ritiro
Parpiglia in seguito si è laureato in Scienze della Comunicazione, ed esercita l'attività di consulente finanziario a Campobasso, dove si è sposato e ha avuto una figlia. Ha ricoperto incarichi politici: è stato assessore al comune di Campobasso, ed è stato eletto consigliere regionale nel 2011 (nelle file dell'Italia dei Valori) e nel 2013 (nel listino maggioritario sempre in quota IDV, e ha ricevuto la delega allo sport).

## Palmarès
- Campionato italiano Serie C1: 1

Reggina: 1994-1995 (girone B)